# Доброе (Пеновский район)
До́брое — деревня в Пеновском муниципальном округе Тверской области. 

## География
Находится в 47 км (по прямой) к северо-западу от районного центра Пено, на западном склоне Валдайской возвышенности. Последняя деревня с постоянным населением (2 человека в 2008 году) в западной половине Рунского поселения.

## История
Впервые деревня Доброе упоминается в 1495 году, как часть новгородской волости Велила, причем центр древней административной единицы — десятка.
В Списке населенных мест Тверской губернии 1859 года в Осташковском уезде значится владельческое село Доброе при озере Спасском, 5 дворов, 33 жителя, православная церковь.
В 1940 году Доброе центр Добровского сельсовета Пеновского района Калининской области.
Во время Великой Отечественной войны деревня была оккупирована в сентябре 1941 года, освобождена в январе 1942.
В 1997 году деревня Доброе входила в состав Слаутинского сельского округа, в ней числилось 2 хозяйства, 6 жителей.
С 2005 по 2020 год деревня входила в состав Рунского сельского поселения.

## Население
| 1859 | 1997 | 2002 | 2010 |
| ---- | ---- | ---- | ---- |
| 33   | ↘6   | ↘2   | ↗10  |

## Памятники
Братская могила воинов Красной Армии.